# 800 Mal Einsam – Ein Tag mit dem Filmemacher Edgar Reitz
800 Mal Einsam – Ein Tag mit dem Filmemacher Edgar Reitz ist ein deutscher Dokumentarfilm der Regisseurin Anna Hepp aus dem Jahr 2019 und zugleich ihr Langfilmdebüt. Der Film feierte am 6. September 2019 bei den 76. Internationalen Filmfestspielen von Venedig im Rahmen der Reihe Venezia Classici seine Weltpremiere. Die deutsche Erstaufführung folgte am 23. Oktober 2019 bei den Hofer Filmtagen. Der Film kam am 5. März 2020 in die deutschen Kinos.

## Handlung
Die Nachwuchsregisseurin Anna Hepp trifft auf den renommierten deutschen Regisseur Edgar Reitz, einen Vertreter des Neuen Deutschen Films. Es finden Gespräche zwischen den beiden Filmschaffenden im historischen Essener Kino Lichtburg und am Baldeneysee statt oder Reitz erzählt aus seinem Leben, von seiner Kunstauffassung und seiner mitunter auch philosophischen Sichtweise.
Nüchtern, präzise und auch kritisch reflektiert Reitz, bei dem nicht er selbst, sondern immer seine Kunst im Mittelpunkt stehe, seinen Lebensweg, die Schwierigkeit, sich vom konservativen und katholischen Elternhaus zu lösen und eine künstlerische Laufbahn einzuschlagen, die Entstehung des Oberhausener Manifests, das Risiko, die Erinnerungen seiner Familie und von sich als Material für Filme zu verwenden, die Kritik am deutschen Fernsehen und die Probleme mit Fernsehredakteuren, die ihm trotz seiner langjährigen Berufserfahrung auferlegen, 11 Drehbuchfassungen für seinen sechsteiligen Film Heimat 3 anzufertigen. Mit der Anmerkung: „Dieses Programm ist zu gut für die Leute.“
Reitz berichtet ferner vom beruflichen und privaten Scheitern nach dem Film Der Schneider von Ulm, dem nach einer negativen Besprechung im Magazin Der Spiegel 1978 der Kinoerfolg verwehrt blieb. Nach diesem Misserfolg und der Trennung von seiner Frau zur selben Zeit, dachte der demoralisierte Reitz daran, mit 46 Jahren noch einmal einen beruflichen Neuanfang zu wagen. In dieser für ihn schwierigen Phase besann er sich auf seine Heimat, den Hunsrück und es entstand als Folge dessen 1984 der erste Teil der international bekannten und mehrfach ausgezeichneten Filmreihe Heimat.
Neben Reitz steht aber auch die Filmemacherin Anna Hepp selbst vor der Kamera und im Mittelpunkt des Films, als Kennerin und Bewunderin von Reitz und seines Lebenswerkes. Sie teilt zu Beginn des Filmes mit, dass sie den Regisseur und seine Filme nicht voneinander trennen könne. Jede Spielfilm-Figur, die Reitz entwickelt habe, würde Hepp auf ihn projizieren. Im Laufe des Filmes wird auch der Titel 800 mal einsam erklärt. Die beiden Filmschaffenden schauen von der Bühne aus in den leeren Kinosaal der Essener Lichtburg und sinnieren dabei gemeinsam über die Kinokultur und Situation des Zuschauers während einer Filmvorstellung. Reitz empfindet, dass in einem Kino – gemeint ist im Film die Essener Lichtburg – durch die besprochene Vorführung 800 Einsame zu einer Gemeinschaft werden würden, also „800 mal einsam.“

## Stilmittel
Zwischen den in Schwarzweiß und in Farbe gefilmten Gesprächen zwischen Anna Hepp und Edgar Reitz an verschiedenen Orten, dessen Erzählungen und Momenten ohne Dialog werden hin und wieder Ausschnitte aus Reitz’ Filmwerken Mahlzeiten, Heimat – Eine deutsche Chronik, Die zweite Heimat – Chronik einer Jugend und Susanne tanzt (Kurzfilm) eingestreut. Des Weiteren kommen Detail-, Zeitlupe- und Zeitrafferaufnahmen und mit Instrumentalmusik unterlegte Bilder hinzu. Auch einige Mitglieder des Filmteams treten gelegentlich in inszenierten und dokumentarischen Sequenzen vor der Kamera in Erscheinung oder beteiligen sich an dem Gespräch zwischen Anna Hepp und Edgar Reitz.
Die Filmemacherin Hepp begründet den Einsatz ihrer filmischen Mittel im Gespräch mit der Kulturzeitung Münchner Feuilleton: „Genau dieses Filmemachen sichtbar zu machen war […] von Anfang an wichtig für mein Porträt über Edgar Reitz, der für das Filmemachen steht. Darin liegt seine Leidenschaft, sein ganzes Tun konzentriert sich auf das Machen, weniger auf seine Person. Das wollte ich natürlich zeigen, stellvertretend. Das bringt uns zusammen: die Liebe und die Leidenschaft für das Filmen. Das ist für mich ein wichtiger Aspekt, wenn man als Filmemacherin einen Film über einen Filmemacher dreht. Darüber hinaus wollte ich ›spielen‹, experimentieren, etwas ausprobieren, um bei einer Länge von 84 Minuten Kontraste zu schaffen und Abwechslung, Unerwartetes zu gestalten.“

## Produktion und Hintergrund
Das Filmporträt über Edgar Reitz wurde von Hepps Start-up-Unternehmen Portrait Me mit finanziellen Fördermitteln der Film- und Medienstiftung NRW, Filmförderungsanstalt (FFA) und des Kuratoriums junger deutscher Film hergestellt. Die Dreharbeiten fanden vom 29. September bis zum 1. Oktober 2017 in der Essener Lichtburg und am Baldeneysee statt.
Der Filmverleih déjà-vu film brachte den Film am 5. März 2020 in ausgewählte deutsche Programmkinos.

## Rezeption

### Kritiken
Auch wenn es Kritik gab, wurde 800 Mal Einsam – Ein Tag mit dem Filmemacher Edgar Reitz von Teilen der deutschsprachigen Presse sehr positiv aufgenommen.
Im Rahmen der Weltpremiere beim Filmfestival Venedig berichtete Patrick Wellinski vom Deutschlandfunk Kultur über Anna Hepps Film und empfand ihn als „eine sehr berührende filmische Annäherung an Reitz.“. Bernhard Blöchl von der Süddeutschen Zeitung als auch Der-Gilden-Dienst von Programmkino.de lobten den Film und sehen eine philosophische Note darin. So beschreibt Blöchl den Film als ein „philosophisch-unterhaltsames, kluges wie ästhetisches Essay“, in dem herrliche Sätze von Edgar Reitz wie „Es gibt einen Trost: Wir Filmemacher können die Zeit aufbewahren.“ fallen würden und Der-Gilden-Dienst schreibt in seinem Fazit über den Film: „Alles in allem: ein experimentell gestaltetes Dokument für Film-, Biographien- und nicht zuletzt Philosophie-Liebhaber.“ Zudem hebt er einen Moment aus dem Film besonders hervor: „Eine besonders schöne Szene: Im Kino ein paar Dutzend Porträts aller Schauspieler, die in seinen Filmen mitwirkten; einige von ihnen muss er bereits betrauern, weil sie nicht mehr leben.“
Allerdings bemerkt Esther Buss vom Filmdienst in ihrer Besprechung zum Film, dass Hepps Film im Gegensatz zum ruhigen Edgar Reitz unruhig wäre und stellt fest: „Ständig sieht man Techniker durchs Bild laufen, Mikrofon-Angeln, Kameras, Kabel. In den Filmen von Reitz gibt es auch hin und wieder Film- bzw. Kamera-im-Film-Momente (die Hauptfigur in ‚Mahlzeiten‘ etwa arbeitet als Fotografin). In ‚800 Mal Einsam‘ aber werden sie mehr und mehr zum aufdringlichen Element ohne echtes Motiv. Auch die Versuche, die Wiederholungsschleifen in ‚Susanne tanzt‘ aufzunehmen – Sätze der Filmemacherin werden geloopt – wirken weniger spielerisch als bemüht.“ Ulrich Sonnenschein vom epd Film widerspricht diesem Eindruck indirekt in seiner Kritik zum Film und erklärt: „Dann hakt das Bild, bleibt stehen, fällt in die Zeitlupe und dann in den Zeitraffer. Einzelne Sätze werden wiederholt, zerstückelt und rhythmisiert. Es dauert eine Weile, bis der Zuschauer begreift, dass hier Prinzipien aus frühen Kurzfilmen von Edgar Reitz wiederholt werden, die Form nähert sich ihrem Gegenstand.“
Michael Myns von Programmkino.de hätte sich gewünscht, dass Edgar Reitz und seinem Werk mehr Raum gegeben worden wäre. Darin sieht er die Stärken des Filmes, „immer dann, wenn er sich ganz auf sein Subjekt konzentriert, wenn er ganz bei Edgar Reitz ist. Ihm zuzuhören, wie er von Kämpfen, Verlusten und Erfolgen erzählt, vom harten, aber notwendigen Kampf um Qualität, das ist inspirierend und ergreifend. Mehr hätte es gar nicht gebraucht.“ Dem Kritiker widerstrebt ebenfalls der Einsatz der Stilmittel und die zu starke Präsenz der Filmemacherin. „Immer wieder streut sie selbstreflexive Momente ein, nimmt selbst fast so viel Raum ein wie Reitz, lässt auch Kameramänner oder die Tonfrau in Bild und Ton auftreten, im Bemühen, dem Film eine experimentelle, metatextuelle Note zu geben.“ Das sieht auch David Steinitz von der Süddeutschen Zeitung so. Für ihn ist die Filmemacherin ebenso zu präsent im Film und die „filmische Gschaftlhuberei“ hätte das Werk, welches Edgar Reitz als „großen Erzähler“ zeige, nicht gebraucht.
Simon Hauck von Kino-Zeit hält den „zwischen Künstlerporträt und Kinoessay schwankenden Film“ von Beginn an zwar für ambitioniert und dass dieser „formal wie ästhetisch erst einmal so gar nicht dem „modischen orientierten Mittelmaß““ entspräche, welches Edgar Reitz in der deutschen Film- und Fernsehlandschaft des letzten Jahrzehnts erkenne. Doch fehle dem „farblosen“ Film der Biss und es nehme „jenes künstlerisch-kreative Missverhältnis auch in den weiteren knapp 60 Minuten unrühmlich seinen Lauf, was im Speziellen an aufdringlichen Mikrofonangeln in der Bildebene oder unsäglich nervenden Ton-Montagen liegt und cinephile Zuschauer unangenehm überraschen wird: Besonders diejenigen, die Edgar Reitz persönlich kennen oder ihm zumindest schon einmal bei Filmfestivals oder Podiumsdiskussionen länger begegnet sind.“
Auch Swantje Seberg von kunstundfilm schreibt in ihrer Kritik, dass der Film, bei dem alles „arg improvisiert und unstrukturiert“ erscheine, Edgar Reitz nicht sehr gerecht werden würde.
Silvia Hallersleben von Der Tagesspiegel dagegen lobt den Film sehr und widerspricht Seberg indirekt in der Auffassung des arg Improvisierten. Sie vermisst erst einmal keine Filmausschnitte, von denen es nur wenige in Anna Hepps Film gäbe, aus dem Leben von Edgar Reitz. Diese könne sich der interessierte Zuschauer woanders im Kontext ansehen. Hallersleben findet es allerdings ein bisschen albern, „wenn „800 Mal einsam“ stilistische Eigenheiten von Reitz’ Arbeiten nachahmt. Doch dies schadet nicht der Schönheit und Präzision dieses ungewöhnlichen Filmporträts, das in klaren Worten und Bildern zentrale Fragen der Kunst und des Lebens verhandelt.“ Hartwig Tegeler vom Deutschlandfunk kritisiert ebenfalls die für ihn bemüht wirkende filmische Adaption der frühen Werke Reitzs im Film von Hepp, aber trotzdem sei „„800 Mal einsam“ ein spannender Film, weil er Edgar Reitz den Raum gibt, sich und sein Werk zu erinnern und zu reflektieren.“
Thomas Lassonczyk vom Münchner Feuilleton versteht den Film auch als inhaltlich und formale unkonventionelle Dokumentation: „In ‚800 Mal einsam – Ein Tag mit dem Filmemacher Edgar Reitz‘ werden keine Zahlen, Daten und Fakten heruntergebetet, Hepp reiht auch nicht einen Interviewausschnitt an den anderen, schafft vielmehr immer wieder Freiraum durch atmosphärische, mit sphärischen Klängen unterlegte Bilder, die dem Betrachter Zeit geben, das Gehörte wirken zu lassen, etwa Reitz-Zitate wie ‚Film ist wie ein Magnetfeld, alles richtet sich danach aus‘, ‚Die Welt ist ein Produkt der Fantasie‘ oder ‚Meine Filme sagen: Das ist das Leben‘.“ Des Weiteren lobt Lassonczyk den Einsatz von Hepps Stilmitteln im Film. Ihr sei „ein ebenso würdiges wie visuell bestechendes Denkmal“ an den Regisseur Edgar Reitz gelungen. „‚800 Mal einsam – Ein Tag mit dem Filmemacher Edgar Reitz‘ nennt sie ihre Dokumentation, die sich mit ihren sorgfältig komponierten, visuell ansprechenden Schwarz-Weiß-Bildern (eine Reverenz an Reitz, der oft und gern in S/W drehte) sowie Zeitraffern und extremen Detailaufnahmen selbst wie ein kleines Kunstwerk anfühlt.“
Der Autor „Stefe“ von Filmjournalisten.de sieht in Anna Hepps Werk filmische „Neugier, Verspieltheit und Experimentierfreudigkeit von Nouvelle Vague oder Beat Generation“, mit der sie dem „großen, deutschen Filmemacher Edgar Reitz ein hübsches filmessayistisches Kränzchen“ widmen würde. Hepps Film thematisiere für ihn außerdem eine Kritik am deutschen Fernsehen und Kino: „Reitz macht deutlich, dass es den Fernsehredakteuren nicht ansteht, sich auf ein hohes Ross zu setzen (an seiner 3. Heimat hat er 7 Jahre geschrieben und elf Drehbuchfassungen dem Fernsehen vorlegen müssen); diese Herren seien weisungsgebunden und dem Fernsehzuschauer verpflichtet; ihnen gegenüber habe keiner dankbar zu sein, im Gegenteil, sie sollten dem Publikum zu Dank verpflichtet sein.[…] Mit dem Hinweis auf die Weisungsgebundenheit von Fernsehredakteuren des öffentlich-rechtlichen Rundfunkes macht Reitz auf ein Grundübel des deutschen Kinos, und dass es so gar nicht gedeihen kann, aufmerksam, dass es unter Weisungsgebundenheit leidet dadurch, dass hierzulande kaum ein Kinofilm ohne Fernsehen produziert werden kann und somit das Fernsehen in praktisch jedem Kinofilm mitredet, weisungsgebend mitredet. Das macht aus dem Kino ein Funktionärskino, ein Subventionskino mit Subventionsstars...“

### Auszeichnungen
- 2019: Nominierung für den Venezia Classici Award in der Kategorie Best Documentary on Cinema bei den Internationalen Filmfestspielen von Venedig